# Eksjö (commune)
La commune d'Eksjö est une commune suédoise du comté de Jönköping. 16 598 personnes y vivent. Son siège se trouve à Eksjö.

## Localités principales
- Bruzaholm
- Eksjö
- Hjältevad
- Hult
- Ingatorp
- Mariannelund